# Iázide de Marrocos
Iázide de Marrocos  (1750-23 de Fevereiro de 1792) nascido em Fez, foi o sultão de Marrocos da dinastia alauita, que reinou entre 1790 e 1792. Foi antecedido no trono por Maomé III, e foi seguido no trono por Solimão de Marrocos.
Subiu ao poder após a morte de seu pai, e imediatamente, em represália ao apoio que os judeus lhe tinham dado, ordenou em 1790,  a destruição total da comunidade judaica de Tetuão.